# Protase Rugambwa
Protase Rugambwa, né le 31 mai 1960, est un prélat catholique tanzanien. Il est actuellement archevêque de Tabora après avoir occupé des fonctions au Vatican. Le 30 septembre 2023, le pape François le crée cardinal.

## Biographie
Ordonné prêtre le 2 septembre 1990 par le pape Jean-Paul II pour le diocèse de Rulenge, il étudie la théologie pastorale à l'Université pontificale du Latran. Il travaille de 2002 à 2008 à la Congrégation pour l'évangélisation des peuples. 
Le 18 janvier 2008, le pape Benoit XVI le nomme évêque de Kigoma, en Tanzanie. Il est ordonné évêque le 13 avril 2008 par le cardinal Polycarp Pengo, archevêque de Dar es Salam.
Le 26 juin 2012, le pape Benoit XVI le rappelle au Vatican en tant que secrétaire adjoint de la Congrégation pour l'évangélisation des peuples. Le 9 novembre 2017, le pape François le nomme secrétaire de la même congrégation (devenue dicastère en 2022). 
Le 15 mars 2023, sa mission de secrétaire du Dicastère pour l'évangélisation se termine. Le 13 avril 2023, il est nommé archevêque coadjuteur de Tabora pour remplacer Paul R. Ruzoka. 
Le 9 juillet 2023, le pape François annonce qu'il sera créé cardinal.  Il le devient lors du consistoire extraordinaire du 30 septembre 2023 et reçoit à cette occasion le titre de cardinal-prêtre de Santa Maria in Montesanto.

## Succession apostolique
Protase Rugambwa a ordonné les évêques suivants :
- Évêque Henry Aruna (it) (2013)
- Évêque Willem Christiaans (pl), O.S.F.S. (2018)
- Évêque Jovitus Francis Mwijage (en) (2024)
- Évêque Vincent Cosmas Mwagala (en) (2024)
- Évêque Josaphat Jackson Bududu (en) (2025)